# Tanganoides collinus
Tanganoides collinus är en spindelart som först beskrevs av Davies 2003.  Tanganoides collinus ingår i släktet Tanganoides och familjen Amphinectidae.
Artens utbredningsområde är Tasmanien. Inga underarter finns listade i Catalogue of Life.